# Johann Growe

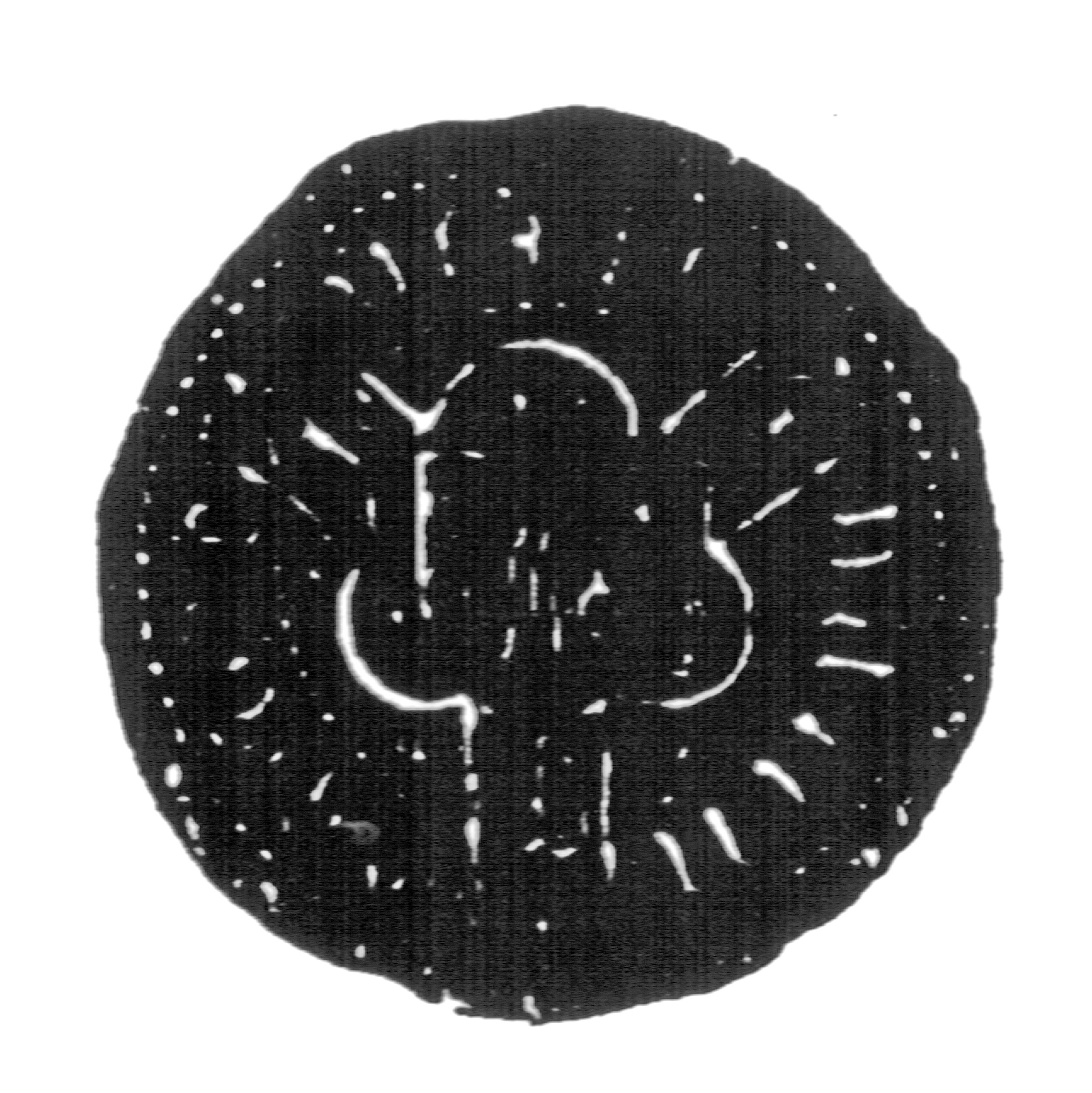
Siegel des Johann Growe

Johann Growe († vor 1423) war ein Lübecker Kaufmann und kurzzeitig Bürgermeister der Hansestadt Lübeck.

## Leben
Johann Growe war ein Lübecker Kaufmann und Ältermann der Lübecker Bergenfahrer. Er war einer der Lübecker Bürger, die sich in den bürgerlichen Unruhen zu Beginn des 15. Jahrhunderts gegen den dann 1408 aus der Stadt vertriebenen „alten“ Lübecker Rat exponierten. Er war Mitglied des Sechziger Ausschusses, des Finanzkomitees der Bürgerschaft und der Ratswahlkommission im Mai 1408. In den Neuen Rat 1408 gewählt war er 1411 und 1412 Bürgermeister der Stadt. 1411 war Growe gemeinsam mit dem Ratsherrn Hermann Vincke als Gesandter des Neuen Lübecker Rats in Brügge, um die Kaufleute im Hansekontor in Brügge zu einer Anerkennung des Neuen Rats zu bewegen. Er war 1415 gemeinsam mit dem Lübecker Bürgermeister Hinrich Schönenberg und Elert Stange auf dem Konzil von Konstanz bei König Sigismund und 1416 in Kopenhagen, um über die Wiedereinsetzung des Alten Rates von 1408 zu verhandeln. Im Juli 1416 suchte er sich ebenfalls gemeinsam mit Schönenberg und Stange in Kopenhagen wegen der gegen König Erik VII. von Dänemark erhobenen Anschuldigungen zu rechtfertigen. Nach seiner Rückkehr wurde er (wie auch Schönenberg und andere Mitglieder des Neuen Rates) auf Betreiben des zwischenzeitlich in Lübeck eingetroffenen königlichen Gesandten in Haft genommen und erst wieder freigesetzt, nachdem er versprochen hatte vor Sigismund eine Ehrenerklärung für Erik VII. abzugeben, was er (gemeinsam mit Schönenberg und Marquard Schutte) 1417 auch tat. Er bewohnte in Lübeck das Haus Alfstraße 20. In Testamenten Lübecker Bürger wird er mehrfach als Urkundszeuge und als Vormund aufgeführt.